# الانتخابات الرئاسية الأذربيجانية 1998

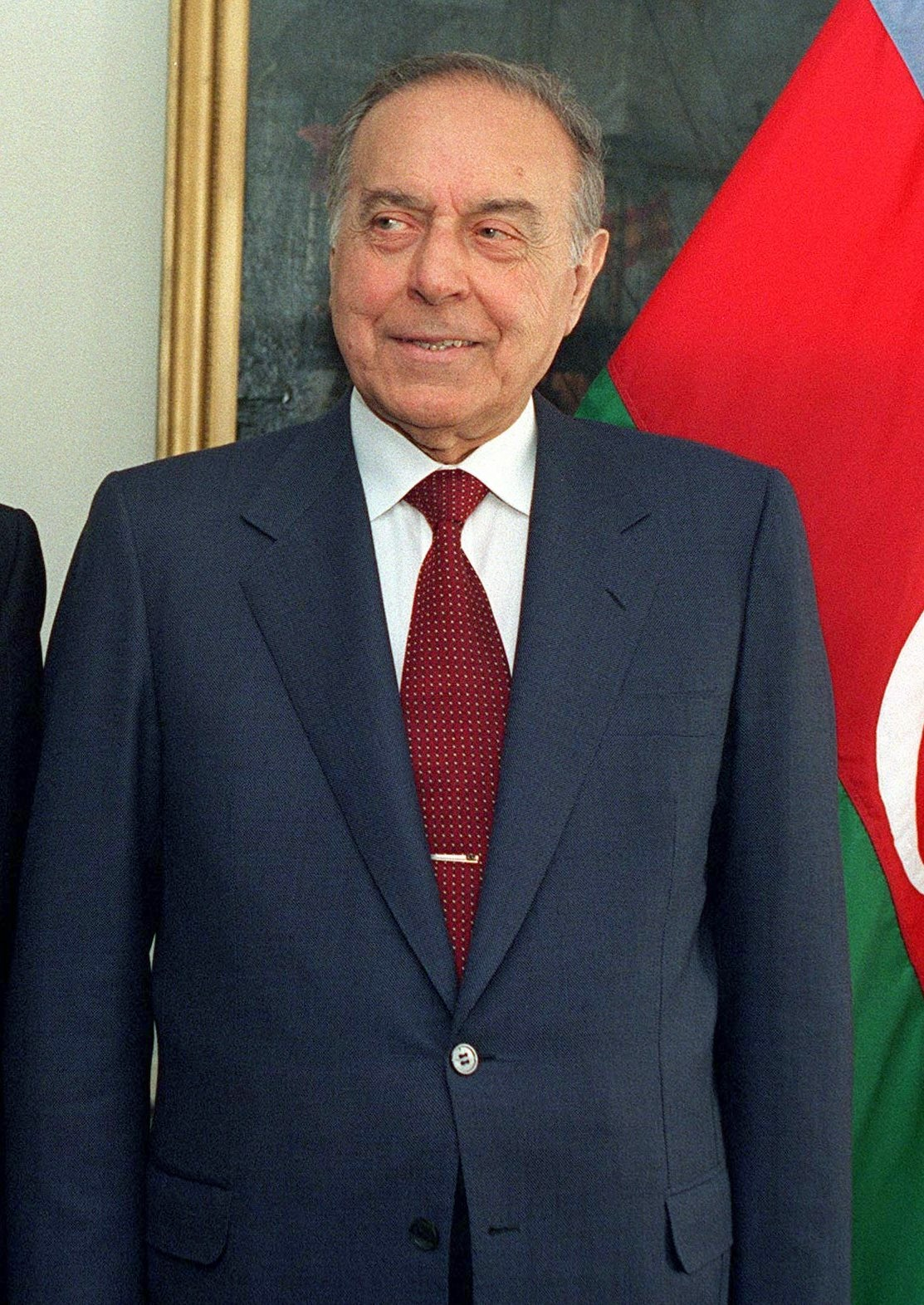
حيدر علييف.

أجريت الانتخابات الرئاسية في أذربيجان في 11 أكتوبر 1998. كانت نتيجة الانتخابات فوز حيدر علييف بولاية ثانية بنسبه 77.6٪ من الأصوات ويشار بالذكر أن إقبال الناخبين كان بنسبه 78.9٪.